# Tour de France für Automobile 1980
Die Tour de France für Automobile 1980 wurde als Etappenrennen für Automobile vom 17. bis 20. September in Frankreich ausgetragen.
Die Tour Auto 1980 war die letzte, die noch nach dem alten Reglement ausgefahren wurde. Ab 1981 zählte die Tour nicht nur zur französischen Rallye-Meisterschaft, sondern war auch zeitweise ein Wertungslauf der Rallye-Europameisterschaft. Auch die Damenwertung wurde 1980 zum letzten Mal geführt.
Die Tour führte von Villeurbanne über Rodez nach Nizza. Die 112 Starter mussten 2644 km zurücklegen. 35 erreichten das Ziel in Südfrankreich. Gesamtsieger wurde Bernard Darniche auf einem Lancia Stratos. Die letzte Damenwertung sicherte sich Michèle Mouton auf einem Fiat 131 Abarth.

## Die ersten sechs der Gesamtwertung
| Pl. | Fahrer           | Copilot               | Fahrzeug        |
| --- | ---------------- | --------------------- | --------------- |
| 1   | Bernard Darniche | Alain Mahé            | Lancia Stratos  |
| 2   | Bernard Béguin   | Jean-Jacques Lenne    | Porsche 911 SC  |
| 3   | Michèle Mouton   | Annie Arrii           | Fiat 131 Abarth |
| 4   | Antonio Zanini   | Jorge Sabater         | Porsche 911 SC  |
| 5   | Jacques Alméras  | Tilber                | Porsche 911 SC  |
| 6   | Pierre Meny      | Jean-François Liénère | Alpine A310 V6  |

## Klassensieger
| Klasse   | Fahrer                 | Copilot           | Fahrzeug              | Platzierung im Gesamtklassement |
| -------- | ---------------------- | ----------------- | --------------------- | ------------------------------- |
| Gruppe 4 | Bernard Darniche       | Alain Mahé        | Lancia Stratos        | Gesamtsieg                      |
| Gruppe 3 | Jean-Pierre Ballet     | Gerard Kérespert  | Porsche 911           | Rang 7                          |
| Gruppe 2 | Jean-Pierre Leude      | Alain Lalanne     | Alfa Romeo Alfasud TI | Rang 17                         |
| Gruppe 1 | Jean-Jacques Enjalbert | Jacques Zagialomo | Opel Ascona           | Rang 10                         |